# Human Touch
Human Touch  (рус. «Человеческое прикосновение») — девятый студийный альбом американского рок-исполнителя Брюса Спрингстина, выпущенный в марте 1992 года.

## Список композиций
1. «Human Touch» — 6:31
2. «Soul Driver» — 4:39
3. «57 Channels (And Nothin' On)» — 2:28
4. «Cross My Heart» (Springsteen/S.B. Williamson) — 3:51
5. «Gloria’s Eyes» — 3:46
6. «With Every Wish» — 4:39
7. «Roll of the Dice» (Springsteen/Bittan) — 4:17
8. «Real World» (Springsteen/Bittan) — 5:26
9. «All or Nothin' at All» — 3:23
10. «Man’s Job» — 4:37
11. «I Wish I Were Blind» — 4:48
12. «The Long Goodbye» — 3:30
13. «Real Man» — 4:33
14. «Pony Boy» (народная) — 2:14

## В записи участвовали
- Брюс Спрингстин — гитара, бас-гитара, вокал, аранжировка.
- Рой Биттан — клавишные.
- Майкл Фишер — перкуссия.
- Бобби Хэтфилд — вокал.
- Марк Айшем — труба.
- Рэнди Джексон — бас.
- Бобби Кинг — вокал, бэк-вокал.
- Дуглас Ланн — бас.
- Ян МакЛаган — фортепиано.
- Сэм Мур — вокал.
- Тим Пирс — гитара.
- Джефф Поркаро — перкуссия, ударные.
- Дэвид Санчес — орган.
- Патти Скиалфа — вокал.
- Курт Вортман — барабаны.

## Позиции в чартах
- 2-е место — чарт Billboard 200 (1992).

## Синглы
- Human Touch:
  - 16-е место — чарт Billboard Hot 100 (1992).
  - 1-е место — чарт Mainstream Rock (1992).
  - 8-е место — чарт Adult Contemporary (1992).
- 57 Channels (And Nothin' On):
  - 68-е место — чарт Billboard Hot 100 (1992).
  - 6-е место — чарт Mainstream Rock (1992).
- Roll of the Dice:
  - 6-е место — чарт Mainstream Rock (1992).